# 日落黃
日落黃（Sunset Yellow FCF），是一種人工合成的橘橙色偶氮類酸性染料，是從石油中製造出來的芳香族烴類。當在食品及飲料中作食用色素使用時，根據法例需在其成份標示：在美國售賣時，會標明FD&C Yellow 6；在歐洲售賣時，會標明其E編碼E110；在台灣售賣時，會標明黃色五號。

## 應用
日落黃主要用於食品、飲料、日用化妝品及藥物作食用色素:4。舉例說：可用於糖果、甜點、小吃、醬料及涼果等:463–465。日落黃常與另一種叫作E123的莧菜紅著色劑一起使用，以產生巧克力或焦糖的那種棕色效果。

## 安全性
無論是歐盟或世衛還是聯合國糧農組織的指引，日落黃的一日可接受攝取量（ADI）都是0-4 mg/kg:465
。日落黃在現時使用量方面沒有致癌性、基因毒性或發育毒性。:465
自1970年代後期以來，在Benjamin Feingold的廣泛宣傳下，有指日落黃等食用色素可能會導致兒童的食物不耐症和注意力不足過動症（ADHD）行為。
但這些説法無確實科學根據。:452  某些食用色素可能會成為遺傳預先傾向性的觸發因素，但證據不足。

## 作食品添加物使用的監管

### 歐洲
目前日落黃在挪威、芬兰及瑞典都被禁止作食品添加物使用。

### 美國
日落黃在美國被稱為FD&C黃色6號（FD&C Yellow 6），被批准用於食用色素、藥物和化妝品中，其規定的一日可接受攝取量（ADI）為3.75 mg/kg。:2,7